# Carica (genre)
Pour les articles homonymes, voir Carica.
Genre

Carica est un genre de plantes appartenant à la famille des Caricacées dont le papayer est une des espèces.

## Liste d'espèces
Selon Catalogue of Life (26 avril 2015) :
- Carica aprica
- Carica augusti
- Carica cnidoscoloides
- Carica papaya
- Carica tunariensis

Selon The Plant List (26 avril 2015) :
- Carica aprica V.M.Badillo
- Carica augusti Harms
- Carica candicans A.Gray
- Carica chilensis (Planch. ex A.DC.) Solms
- Carica cnidoscoloides Lorence & R.Torres
- Carica crassipetala V.M.Badillo
- Carica glandulosa Pav. ex A.DC.
- Carica goudotiana (Triana & Planch.) Solms
- Carica horovitziana V.M.Badillo
- Carica longiflora V.M.Badillo
- Carica monoica Desf.
- Carica omnilingua V.M.Badillo
- Carica palandensis V.M.Badillo, Van den Eynden & Van Damme
- Carica papaya L.
- Carica parviflora (A.DC.) Solms
- Carica pentagona Heilborn
- Carica pulchra V.M.Badillo
- Carica quercifolia (A.St.Hil.) Hieron.
- Carica sphaerocarpa García-Barr. & Hern.Cam.
- Carica sprucei V.M.Badillo
- Carica stipulata V.M.Badillo
- Carica weberhaueri Harms

Selon Tropicos (26 avril 2015) (Attention liste brute contenant possiblement des synonymes) :
- Carica acuta Heilborn
- Carica aprica V.M. Badillo
- Carica augusti Harms
- Carica aurantiaca W. Bull
- Carica baccata Heilborn
- Carica boissieri (A. DC.) Hemsl.
- Carica boliviana Rusby
- Carica bonplandiana Solms
- Carica bourgeaei Solms
- Carica bourgeaui Solms
- Carica candamarcensis Hook. f.
- Carica candicans A. Gray
- Carica caudata Brandegee
- Carica cauliflora Jacq.
- Carica cestriflora (A. DC.) Solms
- Carica chilensis (Planch. ex A. DC.) Solms
- Carica chiriquensis Woodson
- Carica chrysopetala Heilborn
- Carica citriformis Hook. f.
- Carica cnidoscoloides Lorence & R. Torres
- Carica crassipetala V.M. Badillo
- Carica cubensis Solms
- Carica cucurbitifolia Woodson
- Carica digitata Poepp. & Endl.
- Carica dodecaphylla Vell.
- Carica dolichaula Donn. Sm.
- Carica erythrocarpa Linden & André
- Carica fiebrigii Harms
- Carica fructifragrans García-Barr. & Hern. Cam.
- Carica glandulosa (A. DC.) Solms
- Carica glazioviana Harms
- Carica gossypiifolia Griseb.
- Carica goudotiana (Triana & Planch.) Solms
- Carica hastaefolia hort. ex Solms
- Carica hastata Brign.
- Carica heptaphylla Vell.
- Carica hermaphrodita Blanco
- Carica heterophylla Poepp. & Endl.
- Carica horovitziana V.M. Badillo
- Carica integrifolia Raimondi
- Carica jamaicensis Urb.
- Carica jimenezii (Bertoni) Bertoni
- Carica karstenii Solms
- Carica lagerheimii Eggers
- Carica lanceolata (A. DC.) Benth. & Hook. ex Hieron.
- Carica leptantha Harms
- Carica longiflora V.M. Badillo
- Carica mamaya Vell.
- Carica manihot (Triana & Planch.) Solms
- Carica mexicana (A. DC.) L.O. Williams
- Carica microcarpa Jacq.
- Carica monoica Desf.
- Carica nana Benth.
- Carica omnilingua V.M. Badillo
- Carica palandensis V.M. Badillo, Van den Eynden & Van Damme
- Carica paniculata Spruce
- Carica papaya L.
- Carica parviflora (A. DC.) Solms
- Carica peltata Hook. & Arn.
- Carica pennata Heilborn
- Carica pentagona Heilborn
- Carica pinnatifida Heilborn
- Carica plantanifolia Solms
- Carica platanifolia Solms
- Carica portoricensis (Solms) Urb.
- Carica posoposa L.
- Carica pubescens Lenné & K. Koch
- Carica pulchra V.M. Badillo
- Carica pyriformis Willd.
- Carica quercifolia (A. St.-Hil.) Hieron.
- Carica quinqueloba Sessé & Moc.
- Carica rochefortii Solms
- Carica sativa Tussac
- Carica sphaerocarpa Garcia & Hernandez
- Carica spinosa Aubl.
- Carica sprucei V.M. Badillo
- Carica stenocarpa Heilborn
- Carica stipulata V.M. Badillo
- Carica stylosa Heilborn
- Carica triplisecta Herzog
- Carica tunariensis (Kuntze) K. Schum.
- Carica vanvalxenii Solms
- Carica weberbaueri Harms
- Carica weberhaueri Harms
- Carica × chrysopetala Heilborn
- Carica × fructifragrans García-Barr. & Hern. Cam.
- Carica × heilbornii V.M. Badillo
- Carica × pentagona Heilborn